# John Wentworth (lieutenant-gouverneur)
John Wentworth (1671-1730) était un colon de la Nouvelle-Angleterre qui fut lieutenant gouverneur de la Province du New Hampshire entre 1717 et 1730. Avant que le New Hampshire ait un gouverneur royal en 1741, le territoire était administré sous la direction du gouverneur du Massachusetts.

## Biographie
John Wentworth épousa Sara Hunking le 12 octobre 1693. Le couple eut 13 enfants dont trois (Samuel, Benning et Mark Hunking Wentworth) devinrent célèbres. Benning Wentworth fut le premier gouverneur royal du New Hampshire. Le fils de Mark Hunking Wentworth fut le dernier.